# Филипо Гана
Филипо Гана (итал. Filippo Ganna; 25. јул 1996) италијански је професионални бициклиста који тренутно вози за UCI ворлд тур тим — Инеос гренадирс, а такмичи се и у друмском и у бициклизму на писти.
Петоструки је свјетски шампион у дисциплини дохватна вожња индивидуално, а укупно је освојио осам медаља на Свјетском првенству на писти, од чега једну златну у дохватној вожњи екипно. На Олимпијским играма освојио је златну медаљу у дисциплини дохватна вожња екипно, док је на Европском првенству освојио једну златну медаљу у дисциплини дохватна вожња индивидуално и двије у дохватној вожњи екипно. Тренутни је свјетски рекордер у вожњи на сат времена, гдје је поставио апсолутни рекорд, рачунајући и резултате из категорије најбољи људски напор, које UCI не признаје за званичне рекорде.
Двоструки је свјетски шампион у вожњи на хронометар, гдје је такође једном освојио и бронзу, док је у мјешовитом екипном хронометру освојио једну сребрну и једну бронзану медаљу. На Олимпијским играма је освојио сребрну медаљу у вожњи на хронометар, док је на Европском првенству освојио једну сребрну и једну бронзану медаљу у вожњи на хронометар, као и једну златну медаљу у мјешовитом екипном хронометру. Првенство Италије у вожњи на хронометар освојио је пет пута. На Ђиро д’Италији остварио је седам етапних побједа, од чега шест на хронометру, поставивши такође рекорд по броју узастопних побједа на хронометру на Ђиру. Милано—Санремо је једном зувршио на другом мјесту. У периоду од годину дана, од фебруара 2020. до фебруара 2021. године, остварио је побједу на сваком хронометру који је возио.

## Каријера
Син је Марка Гане, бившег такмичара у кајаку и кануу на мирним водама. Током кадетске и јуниорске каријере освајао је првенства Италије у вожњи на хронометар, док је 2016. такмичећи се за тим Колпак освојио јуниорски Париз—Рубе, првенство Италије у вожњи на хронометар за возаче до 23 године и златну медаљу у дисциплини дохватна вожња индивидуално на Свјетском првенству на писти у Лондону 2016. године, гдје је запажен због начина вожње, тако што почиње лагано и заостаје у првом дијелу а затим убрза у другом дијелу и оствари побједу.
Професионалну каријеру је почео 2017. године, у тиму УАЕ Абу Даби, гдје је возио као приправник током 2015. године, када се тим звао Лампре—мерида. Године 2018. завршио је на другом мјесту првенство Италије у вожњи на хронометар и Вуелту а Сан Хуан, гдје је освојио класификацију за најбољег младог возача. Након двије године, 2019. је прешао у тим Скај, гдје је током прве сезоне остварио неколико етапних побједа у вожњи на хронометар, освојио је првенство Италије у вожњи на хронометар и бронзану медаљу на Свјетском првенству у вожњи на хронометар. Између новембра 2019. и фебруара 2020. године, поставио је свјетски рекорд у дохватној вожњи индивидуално три пута; прво је 3. новембра 2019. два пута постављао рекорд, први од четири минута и четири секунде, а други од четири минута и 2,647 секунди, након чега је у фебруару на Свјетском првенству у Берлину поставио рекорд од четири минута и 1,934 секунде. Године 2020. возио је своју прву гранд тур трку — Ђиро д’Италију, гдје је остварио четири етапне побједе, од чега три на хронометру, носио је лидерску мајицу на двије етапе, као и мајицу за најбољег младог возача, док је носио мајицу за лидера класификације по поенима на једној етапи и за лидера брдске класификације на три етапе; Ђиро је освојио његов сувозач Тео Гејган Харт. У финишу сезоне освојио је Свјетско првенство у вожњи на хронометар, 27 секунди испред Ваута ван Арта и 30 секунди испред Стефана Кинга.
Године 2021. возио је поново Ђиро, гдје је остварио двије етапне побједе, обје на хронометру и носио је розе мајицу за лидера трке на три етапе. До краја трке радио је за Егана Бернала, који је освојио Ђиро. На Олимпијским играма 2020. које су одржане у Токију 2021. године, освојио је златну медаљу у дисциплини дохватна вожња екипно, у тиму са Симонеом Консонијем, Франческом Ламоном и Џонатаном Миланом; тим је поставио свјетски рекорд два пута, у трећем колу против Новог Зеланда и у финалу против Данске, са временом од 3:42.032. Вожњу на хронометар на Олимпијским играма завршио је на петом мјесту, са преко минут заостатка иза Приможа Роглича и двије секунде иза Роана Дениса који је освојио бронзану медаљу. У финишу сезоне освојио је Свјетско првенство у вожњи на хронометар други пут заредом, пет секунди испред Ван Арта и 43 секунде испред Ремка Евенепула.
Године 2022. остварио је етапне побједе на хронометру на Тирено—Адријатику и Критеријуму ди Дофине. Пропустио је Ђиро и возио је Тур де Франс по први пут, изјавивши да му је циљ да обуче жуту мајицу. Прва етапа био је хронометар, који је завршио тек на четвртом мјесту, десет секунди иза Ива Лампера који је остварио прву побједу на Туру и обукао прву жуту мајицу. До краја трке радио је за Герента Томаса, који је завршио на трећем мјесту, иза Јонаса Вингегора и Тадеја Погачара. У августу је Европско првенство у вожњи на хронометар завршио на трећем мјесту, иза Стефана Бисежера и Стефана Кинга, док је у септембру Свјетско првенство у вожњи на хронометар завршио на седмом мјесту, скоро минут иза Тобијаса Фоса. На дан 8. октобра 2022. поставио је рекорд на сат времена, одвезавши 56,792 km на велодрому Тисот у Гренхену, срушивши претходни рекорд од 55,548 km који је био поставио Данијел Бигам 19. августа и такође поставивши апсолутни рекорд у вожњи на сат времена, срушивши резултат Криса Бордмана из 1996. године, од 56.375 km, а који је UCI сврстао у категорију најбољи људски напор.
Године 2023. завршио је Волта ао Алгарве на другом мјесту у генералном пласману, иза сувозача Данијела Мартинеза, а затим је на другом мјесту завршио Вуелта а Сан Хуан трку и остварио је етапну побједу на Тирено—Адријатику. У марту је Милано—Санремо завршио на другом мјесту, 15 секунди иза Метјуа ван дер Пула, одспринтавши Ван Арта и Погачара, након чега је Париз—Рубе завршио на шестом мјесту. У мају је возио Ђиро д’Италију, гдје је хронометар на првој етапи завршио на другом мјесту, 22 секунде иза Евенепула. У наставку је радио за Томаса и Гејган Харта, али је морао да напусти трку прије почетка осме етапе због ковида 19. Крајем јула освојио Тур де Валоније трку уз двије етапне побједе.

## Свјетски рекорди
| Дисциплина                                                                             | Рекорд   | Датум             | Такмичење             | Локација                        |
| -------------------------------------------------------------------------------------- | -------- | ----------------- | --------------------- | ------------------------------- |
| Дохватна вожња индивидуално                                                            | 4:04.252 | 3. новембар 2019. | свјетски куп          | Минск, Бјелорусија              |
| Дохватна вожња индивидуално                                                            | 4:02.647 | 3. новембар 2019. | свјетски куп          | Минск, Бјелорусија              |
| Дохватна вожња индивидуално                                                            | 4:01.934 | 28. фебруар 2020. | свјетски куп          | Берлин, Њемачка                 |
| Дохватна вожња екипно (са Џонатаном Миланом, Симонеом Конзонијем и Франческом Ламоном) | 3:42.307 | 3. август 2021.   | Олимпијске игре 2020. | Ицу, Јапан                      |
| Дохватна вожња екипно (са Џонатаном Миланом, Симонеом Конзонијем и Франческом Ламоном) | 3:42.032 | 4. август 2021.   | Олимпијске игре 2020. | Ицу, Јапан                      |
| Дохватна вожња индивидуално                                                            | 3:59.636 | 14. октобар 2022. | Свјетско првенство    | Сен Квентин ен Ивлин, Француска |